# Aproveitamento integral de alimentos

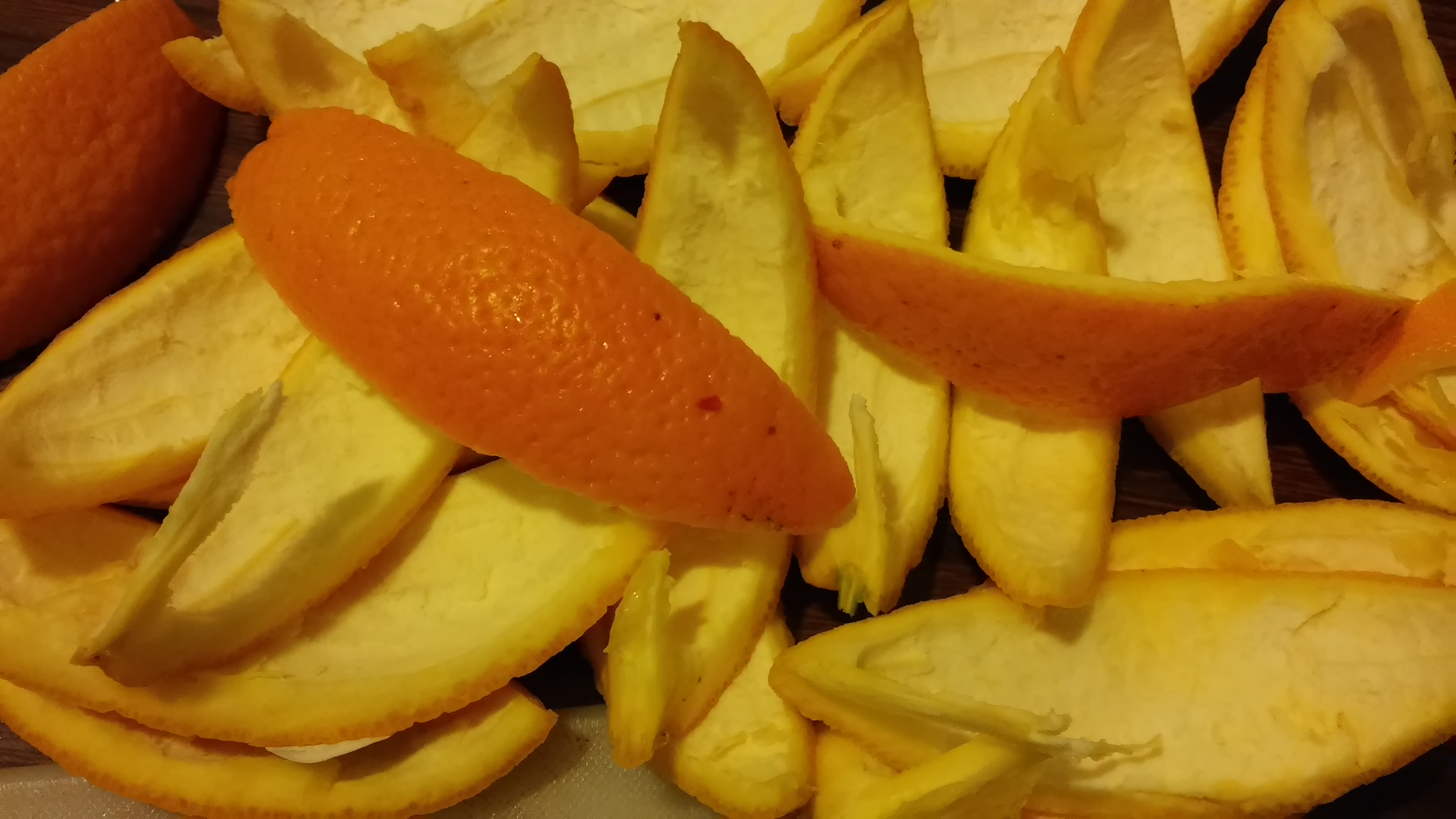
Casca de Laranja - Exemplo de parte não convencional.

O aproveitamento integral de alimentos trata-se de um método que visa a utilização total dos componentes dos alimentos no preparo de refeições, incluindo, além da polpa, partes não convencionais tais como cascas, sementes e talos de legumes e verduras. Essa forma de utilização aumenta o fornecimento de nutrientes das preparações e favorece a sustentabilidade, além de diminuir o seu desperdício. 
A adoção de práticas de aproveitamento integral promove a diversificação alimentar da população por um baixo custo. Além disso, contribui com a redução dos impactos negativos causados pelo paradoxo criado entre a fome e o desperdício: enquanto a produção média de lixo por brasileiro é de 1kg/dia, sendo mais da metade disso formada por restos de alimentos indevidamente desperdiçados, o número de famintos vêm crescendo ao longo dos últimos anos . 

## Os Nutrientes

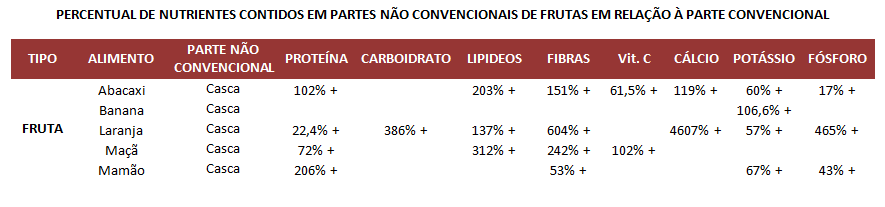
TABELA - Percentual de Nutrientes Contidos em Partes Não Convencionais de Frutas. Adaptado de BANCO DE ALIMENTOS (2016)

As partes não convencionais apresentam maior teor de nutrientes que a polpa dos alimentos. A casca do abacaxi possui alto teor de fibras, cálcio, Vitamina C, potássio e fósforo, como exemplificado pela tabela divulgada pelo Banco de Alimentos 
Folhas, talos, cascas e sementes de vegetais não alteram consideravelmente a quantidade de calorias das preparações, tampouco elevam seu teor de carboidratos e lipídeos. Nota-se, entretanto, o aumento na taxa de proteínas . 
De modo geral, a inclusão das partes usualmente descartadas dos alimentos aumenta o valor nutritivo das receitas, dado o incremento na quantidade de fibras, vitaminas e minerais . 
A partir deste conhecimento é possível desenvolver novas receitas para diversificar as refeições do dia-a-dia, por exemplo: geleias, sucos, doces, etc. 

## Divulgação
Existe hoje uma certa movimentação por meio de ONG's e projetos que desejam divulgar a ideia de que é possível a realização de refeições saborosas com o aproveitamento integral dos alimentos. Para tal, cartilhas como a "Receitas de Aproveitamento Integral dos Alimentos", desenvolvida pela Mesa Brasil , estão disponibilizadas para livre acesso na internet. Além disso, oficinas como a "Mão na Massa", desenvolvida pelo Banco de Alimentos, são ministradas a fim de conscientizar a população sobre a relação entre gastronomia e sustentabilidade e estimular, assim, a prática do aproveitamento.

## Aceitação
O preparo de receitas com as partes não convencionais promove uma variedade de combinações nutritivas e palatáveis. Por esse motivo, as preparações desenvolvidas possuem boa aceitação. 

## Utilização de Partes Não Convencionais Normalmente Desperdiçadas
Casca e Sementes do Melão - As cascas são compostas por carboidratos, proteínas e fibras solúveis com alta capacidade de formação de gel (pectina), substâncias ideais para a fabricação de doces, geleia e compota. 
Já as sementes, assim como as da abóbora, podem ser utilizadas como petiscos, bastando, para isso, secagem e tempero com sal. 
Folha de Cenoura – Apesar de normalmente descartadas, são importantes fontes de Vitamina C, β-Caroteno e minerais, principalmente cálcio e ferro. Além disso, são fontes de fibras insolúveis.  As folhas podem ser consumidas na forma de saladas, refogadas ou em preparações, como Tempura. 
Cascas de Banana – Geralmente não são aproveitadas, mas são ricas em fibras insolúveis, como pectina  e podem, portanto, compor preparações como geleia, doces e bolos. 
Mel do Cacau - Líquido transparente retirado da polpa, cuja composição química possibilita a confecção de produtos como: sucos, licor, geleias, vinagre, etc. Seu desperdício ocorre durante o processamento do cacau.
Bagaço de Uva – Rico em antioxidantes e fibras, o bagaço seco pode ser moído e transformado em uma farinha capaz de substituir o trigo em preparações como biscoito . 